# Předseda vlády Dánska
Předseda vlády Dánska (dánsky: Danmarks statsminister, česky doslovně dánský státní ministr) je hlavou vlády Dánska, respektive Dánského království. Dánský premiér drží většinu výkonné moci a je nejvlivnější politickou figurou v zemi. Úřad zavedla ústava z roku 1849, která z Dánska učinila konstituční monarchii (parlamentarismus byl však do ústavy přidán až v roce 1953). Premiéra formálně jmenuje panovník, v praxi je jmenování předsedy vlády určeno jeho podporou ve Folketingu (dánském parlamentu). Tato podpora není definována tak jednoznačně parlamentní většinou jako v jiných parlamentních systémech, pouze čtyři koaliční vlády od druhé světové války měly většinu ve Folketingu.
Úkolem dánského předseda vlády je spíše vyjednat toleranci pro svůj kabinet. Je to možné i díky systému tzv. negativního parlamentarismu, tedy zásadě, že „vláda je legitimní, i když nemá většinu, pokud proti ní většina nestojí“. Vláda tak nemusí získat ve Folketingu důvěru většiny poslanců jako např. v Česku, ale vládne, dokud jí parlamentní většina nevysloví nedůvěru. Vzhledem k silnému konsensualismu a blokovému uspořádání dánské politiky (strany se ještě před volbami hlásí k jednomu ze dvou bloků, aniž by se tím zavazovaly ke vstupu do vlády) tak menší parlamentní strany často neusilují o vyslovení nedůvěry vládě, byť ji přímo nepodporují.
Pokud není nový vůdce po volbách jasný, uspořádá panovník „schůzi krále a královny“, kde strany vedou diskuse a dojdou k dohodě, koho má král jmenovat. Princip menšinových vlád je nicméně hlavním důvodem, proč politologové říkají, že dánský premiér není zdaleka tak silný jako jiní premiéři v Evropě. Dánští premiéři si nikdy nemohou být jisti, že jejich agenda projde, a musí dát dohromady většinu pro každý právní předpis zvlášť. Naproti tomu má předseda vlády pravomoc Folketing rozpustit a vypsat nové volby (ačkoli to formálně provede panovník) a patří to k jeho největším politickým zbraním.
Pokud Folketing vysloví premiérovi nedůvěru, musí premiér buď odstoupit spolu s celým kabinetem, nebo vyhlásit nové volby. Kdykoli premiér odstoupí, panovník jej požádá, aby vláda dále fungovala jako úřednická, dokud nebude zvolen nástupce. Pravomoc jmenovat ministry má prakticky výhradně předseda vlády a nikoli panovník. Předseda vlády předsedá týdenním schůzím vlády a má pravomoc stanovit program těchto schůzí. Pod úřadem premiéra působí malý odbor, který se stará o speciální právní záležitosti, které nejsou pokryty jinými ministerstvy, mimo jiné o vztah Grónska a Faerských ostrovů k monarchii. Navzdory tomu nemá premiér žádnou konkrétní pravomoc, pokud jde o tyto autonomní oblasti, ty má Folketing, který všechny zákony schválené faerským a grónským parlamentem musí ratifikovat.
Premiér sídlí v bývalém královském paláci Christiansborg, zvaném neformálně Borgen („Hrad“). Tam sídlí i parlament. Premiéři tradičně bydlí v rezidenci Marienborg, někteří ji ovšem nevyužívají. Marienborg je také často využíván pro vládní konference a neformální summity mezi vládou, zástupci průmyslu a jinými organizacemi v Dánsku.